# Elevador urbano

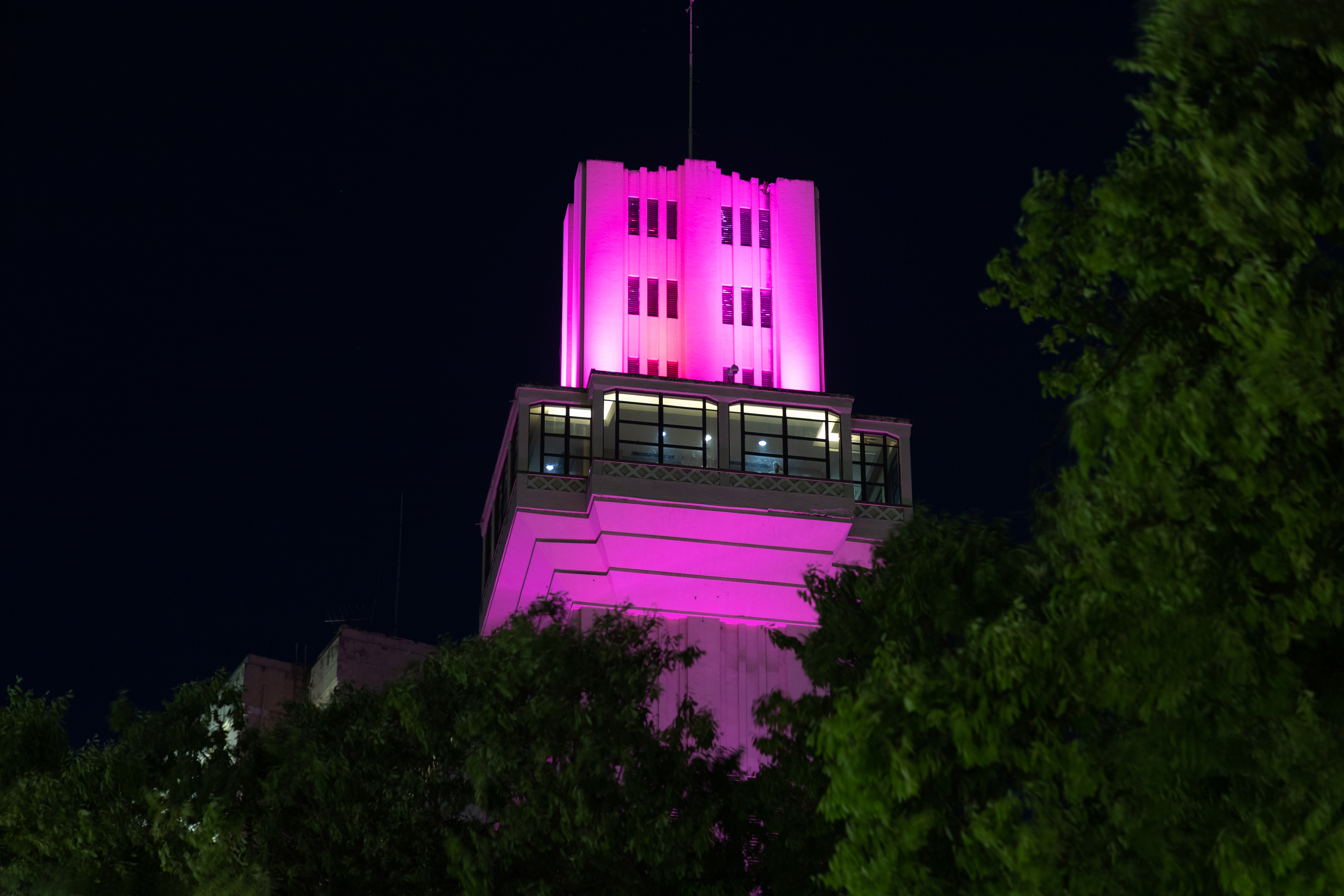
Elevador Lacerda durante a noite.

Um elevador urbano é um elevador utilizado cotidianamente como meio de transporte público em centros urbanos que estão inseridos em espaços geográficos acidentados, ou com grandes diferenças na elevação do terreno. 
O elevador urbano mais conhecido do Brasil é o Elevador Lacerda, em Salvador. O Elevador Lacerda foi também o primeiro elevador do seu tipo no mundo, sendo ele construído entre os anos de 1869 e 1873. 

## Usos na mobilidade urbana

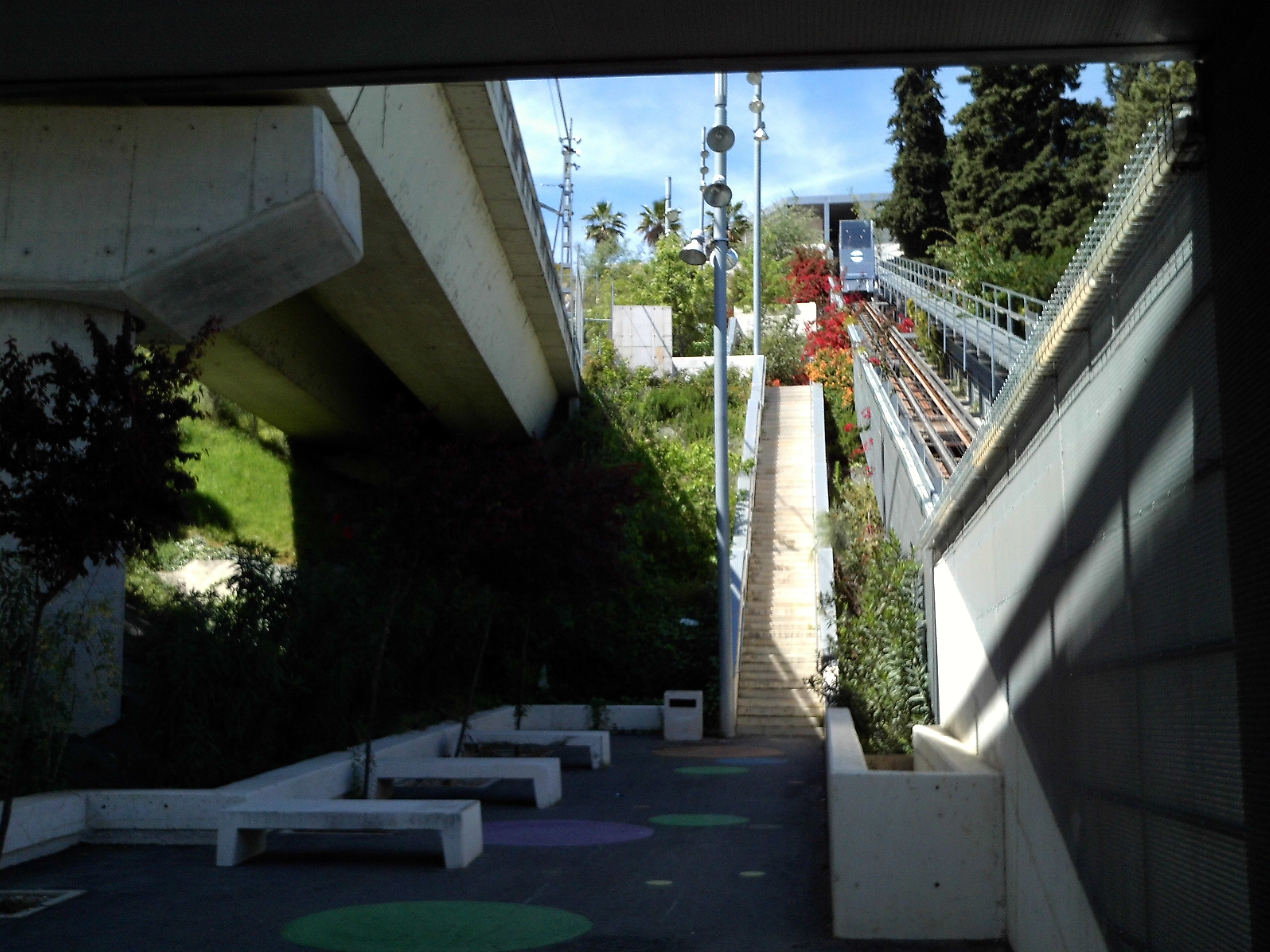
Ascensor de San Juan de Aznalfarache.

Elevadores deste tipo são vistos atualmente como uma possível solução para a mobilidade urbana de várias cidades, de acordo com a necessidade de inclusão social e de acessibilidade; com a integração da qual a população pode fazer com outros modais de transporte, e com a geomorfologia do local na qual o espaço urbano se distribui. 
Essa modalidade de transporte pode ser considerada uma alternativa de mobilidade suave, por se tratar de uma forma de locomoção mais suave para o ambiente e para as pessoas, uma vez que seu funcionamento não gera poluição, e por ser um dos métodos de deslocamento mais seguros que existem. 
No entanto, para um elevador urbano ser melhor aproveitado pela população ele deve contar com uma localização estratégica, em relação a serviços públicos, instituições educacionais e áreas comerciais. É importante considerar que calçadas próximas do entorno do equipamento sejam seguras e em conformidade para um uso adequado e acessível à grupos como ciclistas, idosos, pessoas com mobilidade reduzida, estudantes, turistas, e muitos outros.

## Referência
1. ↑  «Elevador Lacerda: História, Arquitetura +5 Fatos Curiosos». Revista Pro. Consultado em 11 de setembro de 2023
2. ↑  «Elevadores urbanos: integração e continuidade em cidades com relevos acidentados». ArchDaily Brasil. 29 de julho de 2017. Consultado em 11 de setembro de 2023
3. 1 2  Virtudes, Ana; Azevedo, Henrique (2017). «Mobilidade Urbana Como uma Condição Inteligente Para Cidades Montanhosas». IOP Science. IOP Science (em inglês). Consultado em 11 de setembro de 2023